# Un crime de notre temps
Un crime de notre temps est un roman de Pierre Moustiers publié le 1er octobre 1976 aux éditions du Seuil et ayant reçu le prix des Libraires l'année suivante.

## Résumé
Quelques mois plus tôt avant le début du récit, le narrateur (Bernard) et son épouse Catherine ont été agressés par de jeunes délinquants. Catherine est morte des suites de l’agression. Le narrateur trouve un réconfort relatif dans l'écriture. Bernard en veut aux délinquants qui lui ont enlevé sa compagne de vie, et aussi aux juges qui ont infligé une peine somme toute légère aux voyoux. Près de tomber dans la dépression ou dans la folie, sa rencontre avec un enfant pourrait lui redonner goût à la vie.

## Éditions
- Un crime de notre temps, éditions du Seuil, 1976  (ISBN 2020044927).

## Adaptation
Le roman a été adapté par l'auteur lui-même pour un téléfilm homonyme réalisé par Gabriel Axel, avec Henri Virlogeux et Gisèle Casadesus, en 1977.